# Lasiomollisia
Lasiomollisia is een monotypisch geslacht van schimmels uit de familie ploettnerulaceae. Het bevat alleen Lasiomollisia phalaridis.